# جون فيشر (لاعب اتحاد الرغبي)
جون فيشر (بالإنجليزية: Jon Fisher)‏ هو لاعب اتحاد الرغبي بريطاني، ولد في 15 سبتمبر 1988 في كينغستون ‏ في المملكة المتحدة.